# ران جرمی
رونالد جرمی هایت (به انگلیسی: Ronald Jeremy Hyatt) (زاده ۱۲ مارس ۱۹۵۳) که معمولاً وی را به نام ران جرمی می‌شناسند، یک بازیگر معروف فیلم‌های پورنو آمریکایی است. او بخاطر موهای انبوه بدنش به «جوجه تیغی» مشهور بود. ران جرمی در اوج دوران بازیگری خود تا حدودی به شهرت «ستارگان سینمای هالیوود» رسیده بود.

## تاریخچه و اتهام تجاوز
رونالد جرمی هایت (زاده ۱۲ مارس ۱۹۵۳) در نیویورک سیتی، در یک خانواده متوسط یهودی به دنیا آمد. پدرش یک فیزیکدان و مادرش یک ویراستار کتاب در سرویس دفتری رزم آرایی آمریکا بود. جرمی در سال ۱۹۷۱، از دبیرستان کاردوزو فارغ‌التحصیل شد و بعدها موفق به گرفتن مدرک کارشناسی ارشد خود از دانشگاه کویینز شد و بعد از آن نیز شروع به دیدن آموزش‌های ویژه‌ای در مناطقی از نیویورک سیتی کرد و به عنوان معلم جانشینی در برخی کلاس‌های معمولی شروع به تدریس کرد. در سال ۱۹۷۸، دوست دخترش عکس او را به مجله پلی‌گرل فرستاد تا در صفحهٔ پسر همسایه بغلی نمایش داده شود. زنان بسیاری به او رایانامه فرستادند و نامه‌های زیادی از طرف فیلمسازانِ فیلم‌های بزرگسالان برای او فرستاده شد. او برای اولین بار در سال ۱۹۸۳ روی صحنه رفت.
وی در سال ۲۰۲۰ به جرم تجاوز به ۳۴ خانوم بالای ۲۰ سال و تجاوز به ۲۱ دختر ۱۵ تا ۲۰ سال به زندان رفت .

## جوایز
رونالد جرمی هایت ملقب به جوجه تیغی یکی از مشهورترین هنرپیشگان فیلم‌های پورنو است. ای‌وی‌ان او را به عنوان نفر اول از ۵۰ بازیگر فیلم‌های پورنوی تمام دوران انتخاب کرده‌است. وی، با بازی در بیش از ۲۰۰۰ فیلم، رکورددار فیلم‌های پورنو و کارگردان ۲۸۱ فیلم است. نام وی در کتاب رکوردهای گینس ثبت شده‌است.